# Alexa Swinton
Alexa Skye Swinton (New York, 2 luglio 2009) è un'attrice e cantautrice statunitense.

## Biografia
Swinton ha recitato nella serie di 13 episodi della ABC Emergence, nei panni di Piper. Ha interpretato Eva Rhoades in Billions, Rock Goldenblatt nella serie HBO And Just Like That... e Maddox undicenne in Old di M. Night Shyamalan. La Swinton è di origini scozzesi ed è lontanamente imparentata con l'attrice Tilda Swinton.

## Filmografia

### Cinema
- River of Fundament, regia di Matthew Barney e Jonathan Bepler (2014)
- Old, regia di M. Night Shyamalan (2021)
- Maestro, regia di Bradley Cooper (2023)
- Thunderbolts*, regia di Jake Schreier (2025)

### Televisione
- Flesh and Bone – miniserie TV, puntata 8 (2015)
- The Today Show - show televisivo (2015)
- The View - show televisivo (2015)
- Billions – serie TV, 17 episodi (2016-2023)
- Saturday Night Live - show televisivo (2016 - 2017)
- The Tonight Show - show televisivo (2018)
- Manifest – serie TV, episodio 1x14 (2019)
- Emergence – serie TV, 13 episodi (2019-2020)
- And Just Like That... – serie TV, 25 episodi (2021-2025)

## Discografia
- You, Me and My Purple Docs (2020)
- Happy As I Wanna Be (2021)
- What Would I Change It To (2022)

## Doppiatrici italiane
Nelle versioni in italiano delle opere in cui ha recitato, Alexa Swinton è stata doppiata da:
- Chiara Fabiano in Billions
- Sara Vidale in Emergence
- Sara Del Bufalo in And Just Like That...
- Anita Sala in Maestro